# Escrita dongba
Os símbolos Dongba, Tomba ou Tompa formam um sistema de glifos pictográficos  usado pelos Dongba (sacerdotes Bon) dos Naxi do sudoeste da China. Na  língua naxi essa escrita é chamada ²ss ³dgyu 'registros em madeira' ou ²lv ³dgyu 'registros em pedra', que foram desenvolvidos por volta do século VII d.C. Esses glifos podem ser usados como “rebuses” para simbolizar palavras abstratas que ainda não tenham glifos correspondente. O sistema Dongba é muito mnemônica e não pode por si só representar a língua Naxi; diferentes autores usam um mesmo glifo para significados diferentes, havendo ainda, por vezes, suplementação de significado através do silabário Geba.

## Origem e desenvolvimento
|  |  |

A escrita Dongba parece ter sido um sistema antigo independente, embora presumivelmente tenha sido criada no ambiente de outras escritas mais antigas. De acordo com fábulas religiosas Dongba, a sua escrita foi criada pelo fundador da tradição religiosa Bön do Tibete, Tönpa Shenrab (Tibetano: ston pa gshen rab) ou Shenrab Miwo (Tibetano: gshen rab mi bo). A partir de documentos históricos chineses, fica claro que a Dongba já era usada no século VII, no início da Dinastia Tang. Durante a Dinastia Song no século X, a escrita Dongba foi significativamente usada pelos naxis.  Continua sendo usada em algumas áreas, sendo, assim, a única língua pictográfica que subsiste ativamente no mundo.
Depois de 1949, o Partido Comunista proibiu o aprendizado do Dongba, que era visto como algo ligado a superstição e ao feudalismo. Os  símbolos Dongba foram destruídos e nunca mais foram populares, mesmo entre os Naxis.
Em 1957, o governo chinês implementou um sistema de escrita fonográfica baseada no alfabeto latino para os Naxis.
Durante o Revolução Cultural, milhares de manuscritos foram destruídos. Os papéis e tecidos dos escritos foram cozidos para fazer massa para construção de casas. Cerca de metade dos manuscritos Dongba que sobreviveram foram aqueles levados da China para os Estados Unidos, Alemanha e Espanha.
Hoje a escrita Dongba está quase extinta, mas o governo chinês está tentando reavivá-la, na tentativa de preservar a cultura Naxi.

## Uso

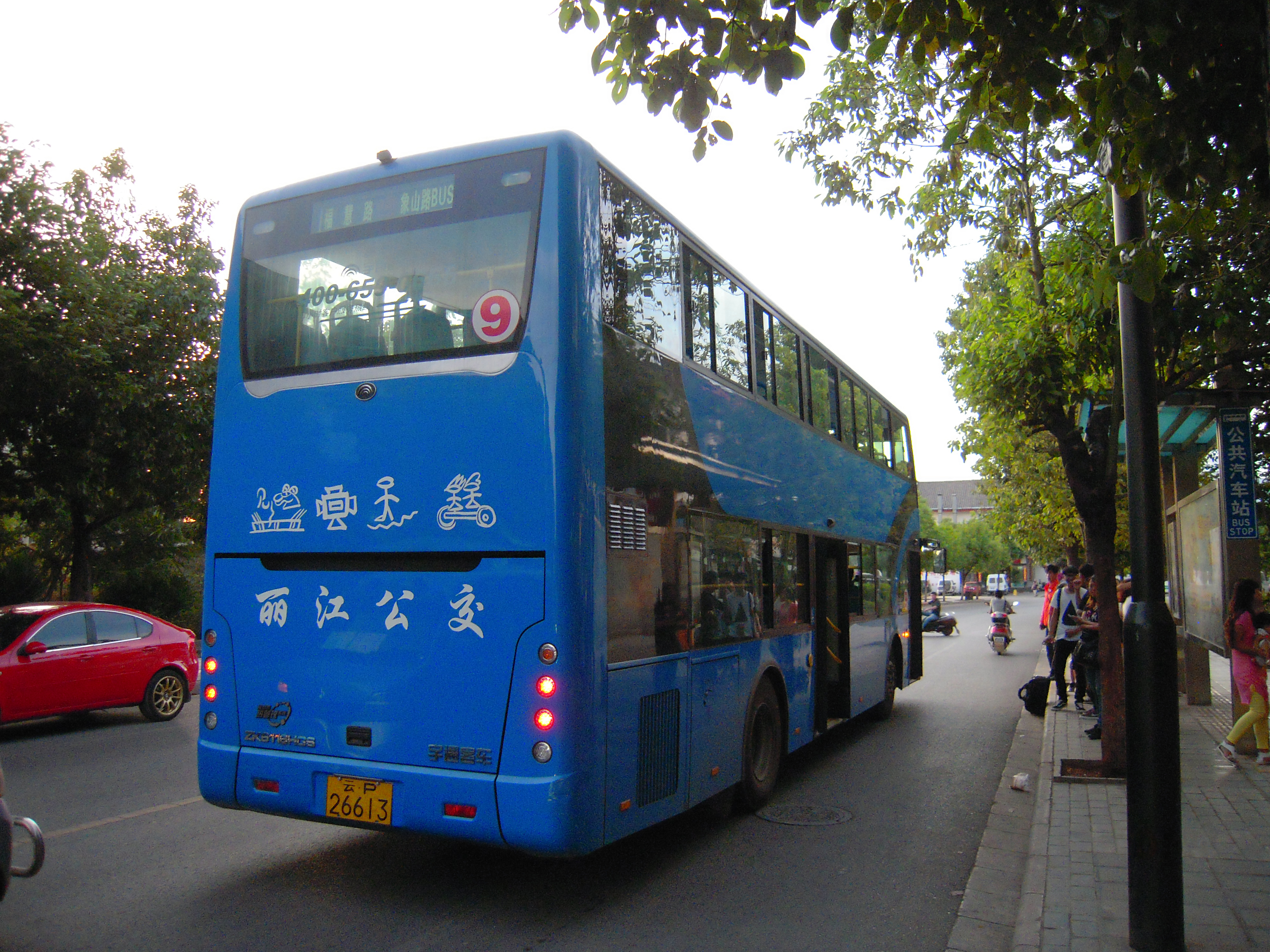
Símbolos Dongba symbols pintados em ônibus de Lijiang

A escrita era originalmente usada para se recitarem textos rituais. Para inventários, contratos e cartas comerciais era utilizada a escrita Geba. O estudioso Milnor conclui que seria "pouco provável que isso (escrita Dongba) houvesse tido um mínimo desenvolvimento para a se tornar  um sistema de escrita completo". A Dongba surgiu há muitos séculos atrás para servir a um propósito ritual particular. Assim, como o seu propósito não é se expandir para o uso diário entre os especialistas não religiosos, os quais já são hoje alfabetizados em Naxi como eram no passado, escrevem em chinês. Porém, seria presumivelmente  usada para atender as necessidades, por exemplo, de exorcismo de demônios, algo que turistas apreciam."
Turistas no sul da China provavelmente vão ver a escrita Dongba na Cidade Antiga de Lijiang, onde muitas empresas apresentam adornos em três línguas: Dongba, chinês e Inglês.

## Estrutura e forma
A escrita Dongba é tanto pictográfica como  ideográfica . Há cerca de mil glifos, mas este número é fluido pois novos glifos vão sendo cunhados. Sacerdotes desenhavam imagens detalhadas para registrar informações essas  ilustrações eram simplificadas  e convencionalizada para representar não somente objetos materiais , mas também idéias abstratas . Glifos são muitas vezes combinados para transmitir a ideia de uma nova palavra particular. Geralmente, isso é como um mnemônico, sendo apenas palavras-chave escritas; uma única imagem gráfica pode ser usado para representar diferentes frases ou uma frase inteira .
Exemplos dessa característica “rebus” do Dongba incluem o uso da imagem do dois “olhos (myə3) para representar destino  (myə3), uma tigela de arroz para dois xa2 'comida' e xa2 'dormir', e a imagem de um  goral (se3) é usada para uma partícula de aspecto gramatical.

## Meios de escrita
O nome da escrita Naxi, "registros em madeira e pedra", demonstra que os carateres Dongba já foram gravados em pedra e madeira. Hoje em dia é escrita em papel artesanal, normalmente das árvores Daphne e D. retusa. As folhas são tipicamente de 28 x 14 cm e são costuradas juntas no lado esquerdo, formando um livro. As páginas são organizadas em quatro linhas horizontais.  Os glifos são escritos da esquerda para a direita, de cima para baixo. Linha verticais são usadas para separar elementos do texto, algo equivalente a frases e parágrafos. Os utensílios de escrita são canetas de bambu e tinta preta feita a partir de cinzas.